# Twach
Twach, auch T’wach, war ein burmesisches Längenmaß. Das Maß war die Spanne.
- 1 Twach = 1/2 Taong = 24,257 Zentimeter

Die Maßkette war:
- 1 Taim/Taong/königl. Elle = 2 Twah/Spanne = 3 Mehk/Handbreite = 4 T’hit/Fingerbreite = 96 Mojah = 48,513 Zentimeter